# Panzertruppenschule

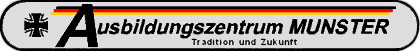
Logo des damaligen Ausbildungszentrums Munster

Die Panzertruppenschule (PzTrS) (vom 6. März 2008 bis 31. März 2021 Ausbildungszentrum Munster (AusbZ Munster)) in der Kaserne Panzertruppenschule in Munster ist eine der Ausbildungseinrichtungen des Heeres der Bundeswehr. Ihr unterstellt sind die Schule gepanzerte Kampftruppen, die Heeresaufklärungsschule (beide Munster) und die Artillerieschule (Idar-Oberstein). Die Panzertruppenschule ist mit den unterstellten Schulen für die lehrgangsgebundene Ausbildung des Führungsnachwuchses der Panzer-, Panzergrenadier-, Heeresaufklärungs- und Artillerietruppe verantwortlich.

## Organisation
Die Panzertruppenschule gliedert sich in:
- Bereich Zentrale Aufgaben, Munster
- Heeresaufklärungsschule, Munster
- Schule gepanzerte Kampftruppen, Munster
- Artillerieschule

Der Kommandeur der Panzertruppenschule, ein Brigadegeneral, ist zugleich Standortältester des Bundeswehr-Standortes Munster. Die Kommandeure der unterstellten Schulen im Dienstgrad Oberst (Besoldungsgruppe B 3) sind zugleich die Generale ihrer Truppengattungen (General der Panzertruppen, General der Heeresaufklärungstruppe, General der Artillerietruppe). Der Leiter des Bereichs Zentrale Aufgaben, ebenfalls im Dienstgrad Oberst, ist zugleich stellvertretender Kommandeur der Panzertruppenschule.

## Geschichte

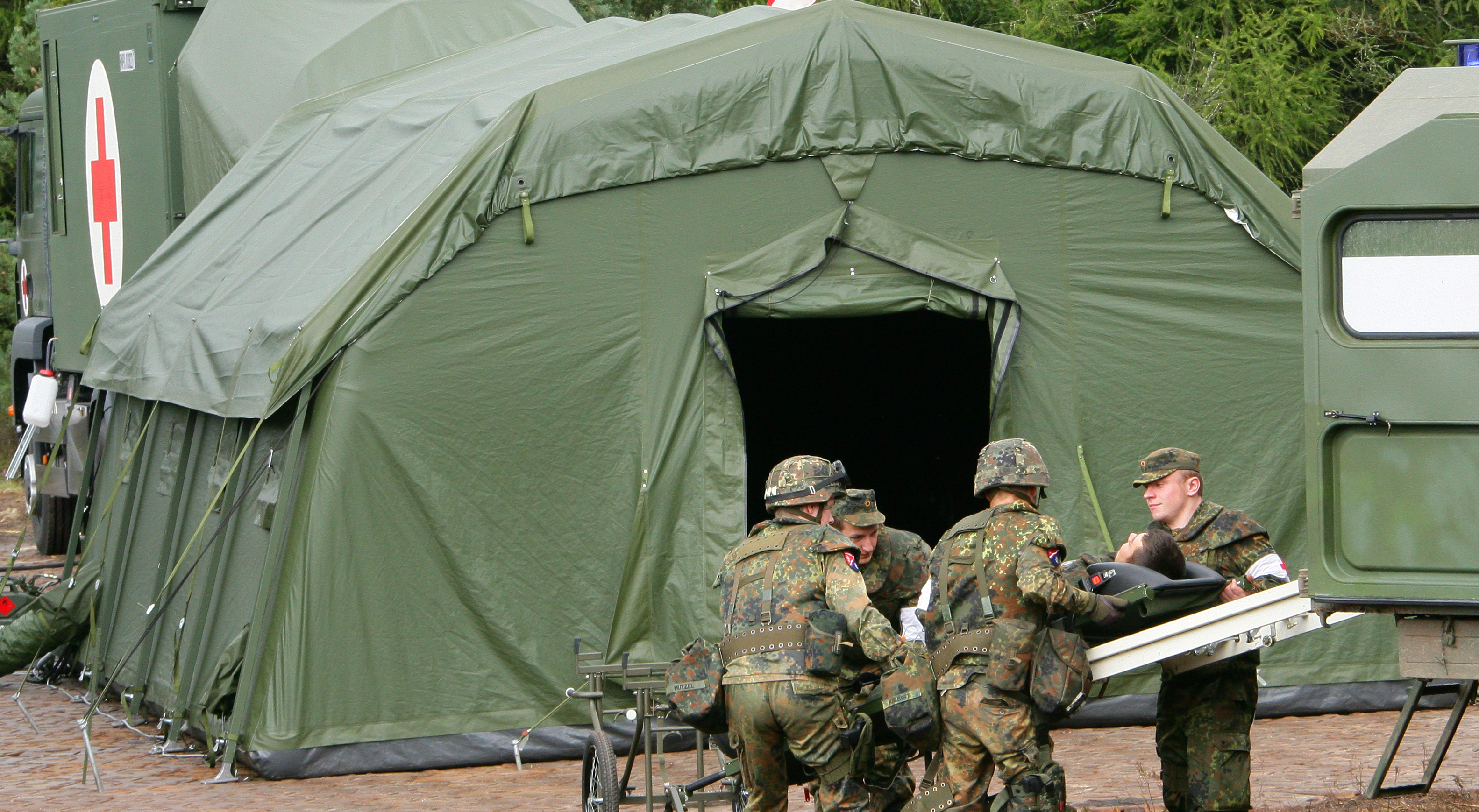
Einlieferung eines Verwundeten mit Krankenkraftwagen (Rad) in eine Rettungsstation im Rahmen des Vorübens zur Informationslehrübung Heer am Ausbildungszentrum Munster, 2010.

Die Panzertruppenschule Munster wurde 1957 aufgestellt. Sie entstand aus Zusammenlegung am 22. März 1956 aufgestellten Schule für die Panzeraufklärungs- und Panzerjägertruppe Bremen (SPzAufkl/PzJgTr Bremen) in Bremen-Grohn mit der am selben Tag in Munster aufgestellten Truppenschule für die Panzer- und Panzergrenadiertruppe Munster (TrSPz/PzGrenTr) zur Panzertruppenschule in Munster. 1963 wurde sie in Kampftruppenschule 2 umbenannt. 1991 erfolgte die Rückumbenennung in Panzertruppenschule Munster. Am 6. März 2008 wurde das Ausbildungszentrum Munster durch den Inspekteur des Heeres in Munster in Dienst gestellt. Es fasste zwei ehemalige Truppenschulen, die Heeresflugabwehrschule und die Panzertruppenschule, und zur Aufstellung des Ausbildungszentrums Heeresaufklärungstruppe Teile mehrerer anderer Truppenschulen zusammen. Bereits zum 1. Oktober 2007 hatten das Ausbildungszentrum Panzertruppen und das Ausbildungszentrum Heeresflugabwehrtruppe die Aufgaben Lehre und Weiterentwicklung der ehemaligen Panzertruppenschule bzw. der Heeresflugabwehrschule übernommen. Ebenfalls am 1. Oktober 2007 wurde das Ausbildungszentrum Heeresaufklärungstruppe aufgestellt. Da die Heeresaufklärungstruppe eine neue Truppengattung aus mehreren anderen Truppengattungen ist, fasste das Ausbildungszentrum Heeresaufklärungstruppe Teilaufgaben mehrerer anderer, zum Teil. ehemaliger Truppenschulen zusammen, unter anderem Panzertruppenschule, Artillerieschule und Ausbildungszentrum Spezielle Operationen.
Das Ausbildungszentrum Heeresflugabwehrtruppe wurde Anfang 2010 von Rendsburg nach Munster verlegt. Das spezifische Schießen der Heeresflugabwehr fand unverändert in den Außenstellen Todendorf und auf dem Truppenübungsplatz Putlos statt. Das Ausbildungszentrum Heeresflugabwehrtruppe wurde am 12. März 2012 im Zuge der Außerdienststellung der Heeresflugabwehrtruppe außer Dienst gestellt. Die Dienststellung General der Heeresflugabwehrtruppe, bisher verbunden mit dem Kommandeur des Ausbildungszentrum Heeresflugabwehrtruppen, entfiel.
Die dem Ausbildungszentrum anfangs unterstellten Feldwebel-/Unteroffizieranwärterbataillone 1 in Sondershausen und 2 in Celle unterstanden seit Juni 2016 der Unteroffizierschule des Heeres in Delitzsch.
Zum 1. April 2021 erhielten zehn Ausbildungseinrichtungen des Heeres ihre traditionellen Namen zurück. Der Ausbildungszentrum Munster wurde in Panzertruppenschule umbenannt. Der Ausbildungsbereich Panzertruppen, der 2007 (unter dem Namen Ausbildungszentrum Panzertruppen) die Aufgaben der Panzertruppenschule (alt) übernommen hatte, erhielt den bislang nicht verwendeten Namen Schule gepanzerte Kampftruppen.

### Wappen
Das Wappen der Panzertruppenschule wird dominiert durch das Eiserne Kreuz auf einem silbernen Schild. Die Farbgebung weiß und schwarz spiegelt die Traditionslinie zu den preußischen Heeresreformen wider. Panzertruppenschule setzt die Tradition der ehemaligen Panzertruppenschule als zentrale Ausbildungseinrichtung am Standort Munster fort. Deshalb wurde dem Wappen der Panzertruppenschule das stilisierte gotische „S“ entlehnt. Es steht für Schule und weist auf die Bedeutung des Ausbildungszentrums als Lehr- und Ausbildungsort für den Führernachwuchs des Deutschen Heeres hin. Im Zentrum des Wappens steht das silberne Herzschild mit dem feuerspeienden, rotbewehrten, blauen Drachen. Schild und Drachen symbolisieren dabei sowohl Schutz als auch Wehrhaftigkeit. Der Drachen wurde dem Stadtwappen der Garnisonsstadt Munster entnommen und dokumentiert damit die Verbindung zwischen Panzertruppenschule und ihrer Garnisonsstadt.

### Kommandeure
| Kommandeure der Panzertruppenschule | Kommandeure der Panzertruppenschule | Kommandeure der Panzertruppenschule | Kommandeure der Panzertruppenschule |
| Nr.                                 | Name                                | Beginn der Amtszeit                 | Ende der Amtszeit                   |
| ----------------------------------- | ----------------------------------- | ----------------------------------- | ----------------------------------- |
| 7                                   | Brigadegeneral Björn Schulz         | 18. Februar 2022                    | –                                   |
| 6                                   | Brigadegeneral Ullrich Spannuth     | 22. August 2019                     | 18. Februar 2022                    |
| 5                                   | Brigadegeneral Olaf Rohde           | 23. Juni 2017                       | 22. August 2019                     |
| 4                                   | Brigadegeneral Norbert Wagner       | 20. Mai 2014                        | 23. Juni 2017                       |
| 3                                   | Brigadegeneral Andreas Marlow       | 1. September 2013                   | 20. Mai 2014                        |
| 2                                   | Brigadegeneral Bernd Schütt         | 13. Januar 2012                     | 31. August 2013                     |
| 1                                   | Brigadegeneral Klaus Feldmann       | 6. März 2008                        | 13. Januar 2012                     |